# Cabo Wabo Cantina
Die Cabo Wabo Cantina ist ein 1990 vom US-amerikanischen Sänger und Gitarristen Sammy Hagar gegründeter Nachtclub und Restaurant in Cabo San Lucas, einem ehemaligen Fischerdorf am südlichen Zipfel des mexikanischen Bundesstaates Baja California Sur. Die Adresse des Clubs lautet Vicente Guerrero Col. Centro 23410 Cabo San Lucas.

## Geschichte

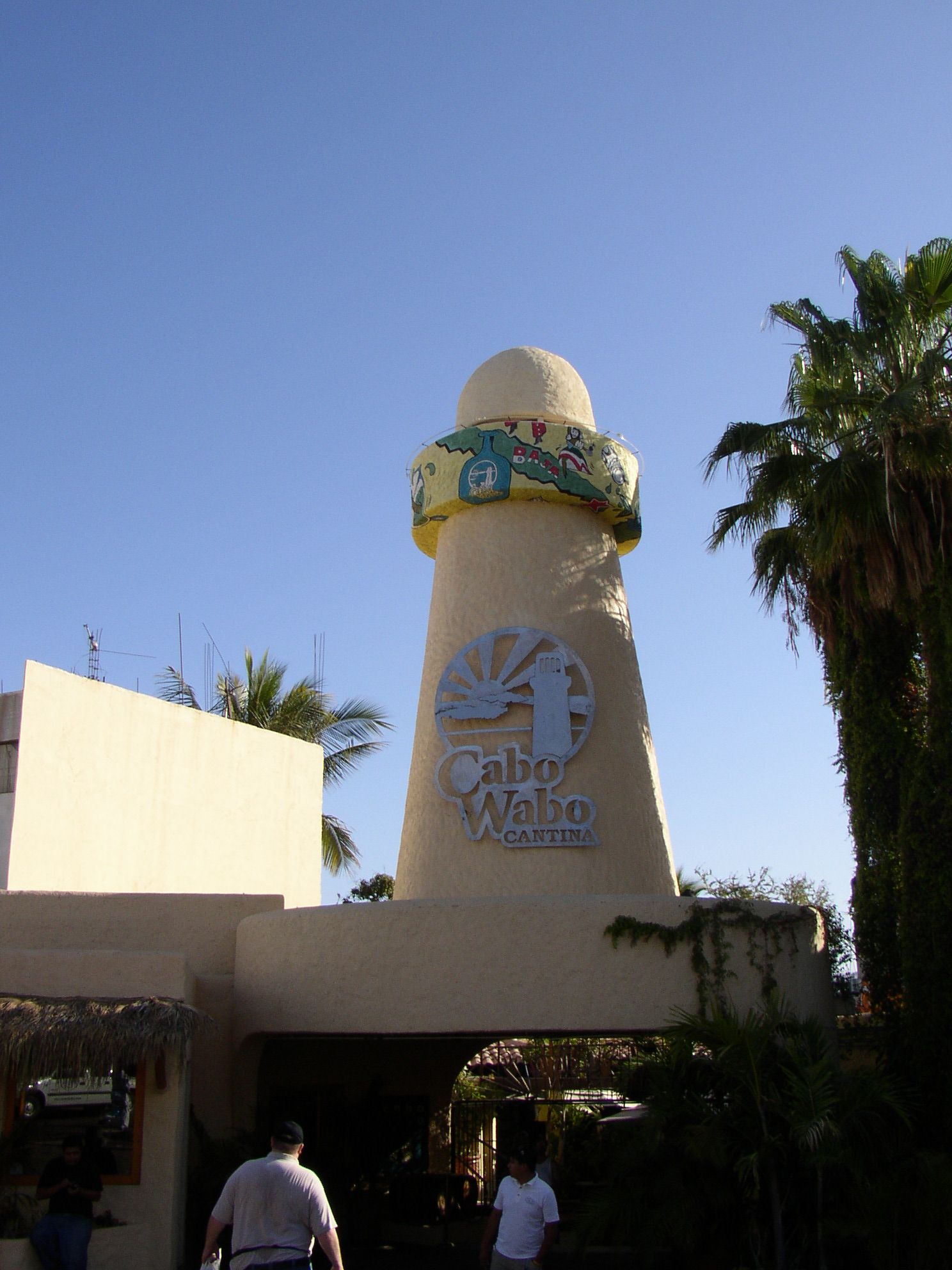
Außenansicht der Cabo Wabo Cantina

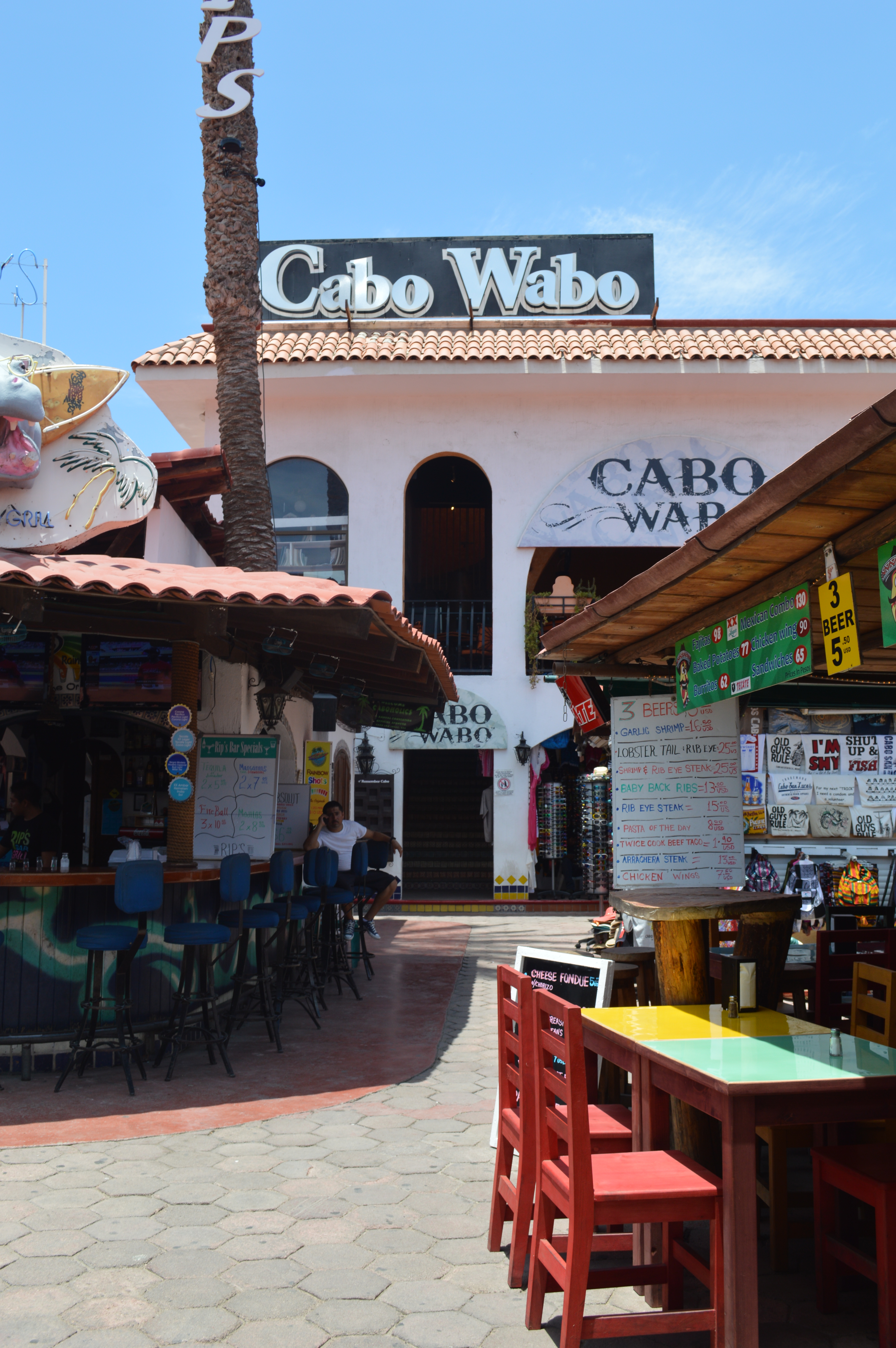
Rückwärtiger Eingang

Sammy Hagar besuchte Cabo San Lucas in den frühen 1980er Jahren, als der Ort noch ein kleines Fischerdorf war. Zu dieser Zeit gab es dort lediglich ein Hotel, ansonsten war der Ort nicht auf Touristen eingerichtet. Bei Hagars zweitem Besuch traf er Jorge Viana, der später Manager der Cantina wurde, und schilderte ihm seine Vision von einer kleinen Tequilabar, in der er eine kleine Bühne einbauen wollte, um live spielen zu können, wenn ihm danach war. Viana war zunächst nicht überzeugt und reagierte lediglich höflich. Nachdem Hagar Viana zu einem Konzert in San Diego, Kalifornien, eingeladen hatte, konnte er ihn jedoch von seiner Idee überzeugen.
Als Hagar 1986 Mitglied von Van Halen wurde, befasste er sich weiter mit seiner Idee und ließ sich zu dem Titel Cabo Wabo inspirieren. Viana und er suchten sich ein passendes Gelände für den Club, wurden fündig, und riefen einen Wettbewerb unter lokalen Architekten aus, den Marco Monroy für sich entschied. Er besuchte Hagar in Los Angeles und stellte seinen Entwurf vor: Hagar war begeistert. Er übersah jedoch, dass der Entwurf in Quadratmetern gehalten war und nicht im damals in den USA üblichen Maß Quadratfuß. Während sein Club in Cabo San Lucas gebaut wurde, ging Hagar mit Van Halen auf Tournee. Als er nach Cabo zurückkehrte, war er von der tatsächlichen Größe des Clubs überrascht.
Um eine öffentlichkeitswirksame Eröffnung feiern zu können, benötigte er die Hilfe des Musiksenders MTV, weshalb er die Mitglieder von Van Halen bat, an der Eröffnung teilzunehmen. Die Gruppenmitglieder, Edward Van Halen, Alex Van Halen und Michael Anthony stimmten zu, Hagar bot ihnen im Gegenzug einen Anteil am Club an, was von allen angenommen wurde. Das Management der Gruppe zog sich 1994 aus dem Unternehmen zurück, nachdem Hagar die Band verlassen hatte und die Cantina wirtschaftlich uninteressant für sie geworden war.
Hagar betrieb das Lokal von da an mit Marco Monroy weiter, der sein Partner wurde, weil er an das Potential des Clubs glaubte. Seit Hagar das erste Mal in Cabo San Lucas war, hat der Ort seine Größe in etwa verdreifacht. Inzwischen ist der Club nicht nur für Touristen interessant, sondern wird auch von Einwohnern des Ortes gerne besucht. Neben einem Barbetrieb bietet der Club verschiedene Musikevents mit DJs, Konzerte und eine lokal geprägte Küche. 1996 gründete Hagar „Cabo Wabo Tequila“, von dem er inzwischen vier Sorten (Blanco, Reposado, Añejo und Uno) vertreibt, die auch in der Cabo Wabo Cantina ausgeschenkt werden.
Am 22. April 2010 feierte der Club sein zwanzigjähriges Bestehen.
Viele Prominente sind wiederholt Gäste in der Cantina gewesen, zum Beispiel Matt Sorum, der dort seinen fünfzigsten Geburtstag feierte, Bono von U2, natürlich Hagars aktuelle Band Chickenfoot, Tommy Lee, Vince Neil, David Hasselhoff und viele andere. Besonders die Musiker unter den Gästen spielen oft mehr oder weniger spontan mit den „Wabos“, der Hausband der Cabo Wabo Cantina. Außerdem findet dort jährlich Sammy Hagars Geburtstagsparty, der sogenannte Birthday Bash, statt.
Inzwischen gibt es bereits zwei Filialen der Cantina, nämlich in Las Vegas am Las Vegas Strip und in Lake Tahoe.